# Peugeot Type 105
 (mars 2024).
Si vous disposez d'ouvrages ou d'articles de référence ou si vous connaissez des sites web de qualité traitant du thème abordé ici, merci de compléter l'article en donnant les références utiles à sa vérifiabilité et en les liant à la section « Notes et références ».
La Peugeot Type 105 est un modèle d'automobile du constructeur français Peugeot conçue par Armand Peugeot en 1908.

## Historique
Peugeot a développé son premier moteur à 6 cylindres pour la Type 105. Cette limousine aux dimensions impressionnantes a été construite en 3 variantes de carrosseries de 1908 à 1909. 